# پارک ملی القاله
پارک ملی و ذخیره‌گاه زیست‌کره القاله (به عربی: محمیة القالة الوطنیة) یکی از پارک‌های ملی الجزایر در انتهای شمال شرقی این کشور است. این مکان چندین دریاچه و یک اکوسیستم منحصر به فرد در حوزه مدیترانه است. چندین قسمت از پارک به عنوان مکان‌های حفاظت‌شده معاهده رامسر تعیین شده‌است.

## تاریخ
پارک ملی و ذخیره‌گاه زیست‌کره القاله با فرمان شماره ۴۶۲–۸۳ در ۲۳ ژوئیه ۱۹۸۳ ایجاد شد و در ۱۷ دسامبر ۱۹۹۰ توسط یونسکو به عنوان ذخیره‌گاه زیست‌کره شناخته‌شد.
از سال ۱۹۹۴ تا ۱۹۹۹، بانک جهانی پروژه‌ای را برای توسعه مدل مدیریت منابع طبیعی برای پارک تأمین کرد.

## جغرافیا
بلندترین تپه پارک djebel El-Ghorra با بلندای ۱۲۰۲ متر است. میانگین دما از ۹ درجه سانتیگراد تا ۳۰ درجه سانتیگراد است. این پارک ۵۰ کیلومتر ساحل رو به دریای مدیترانه دارد.
این پارک دارای ۶ دریاچه است:
- دریاچه اوبیرا (۲۲۰۰ هکتار)[۱]
- دریاچه تونگا (۲۶۰۰ هکتار)[۲]
- دریاچه مله (۸۶۰ هکتار)،[۴] تنها تالاب در الجزایر است که با دریا ارتباط دارد.
- مارای بوردیم (۱۱ هکتار)[۵]
- دریاچه آبی (۳ هکتار)
- دریاچه سیاه (۶ هکتار)[۳]

## زیست‌کره
پارک ملی و ذخیره‌گاه زیست‌کره القاله محل زندگی ۴۰ گونه پستاندار، ۲۵ گونه پرنده شکاری، ۶۴ گونه پرنده آب شیرین و ۹ گونه پرنده دریایی است. گوزن قرمز بربری در پارک فراوان است.
تحقیقاتی که بین سال‌های ۱۹۹۶ و ۲۰۱۰ انجام شد، از ۱۵۹۰ نوع سبزیجات و ۷۱۸ گونه جانوری در پارک یاد شده‌است. گونه‌های اصلی درختان عبارتند از بلوط چوب‌پنبه‌ای (غالب)، بلوط Zeen ,Quercus coccifera، کاج مدیترانه‌ای، توسکای سیاه، بید، سپیدار سفید. از دیگر گونه‌های درختی این پارک می‌توان به اکالیپتوس، آکاسیا، کاج دریایی و دارتالاب اشاره کرد. ۱۷۵ گونه قارچ نیز یاد شده‌است.
جانوران و گیاهان نادر این پارک توسط ایجاد یک بزرگراه در الجزایر در معرض خطر قرار گرفته‌اند. پیشنهاد شده‌است که بزرگراه باید از این منطقه دور شود و بیشتر به سمت جنوب برود.

## نگارخانه

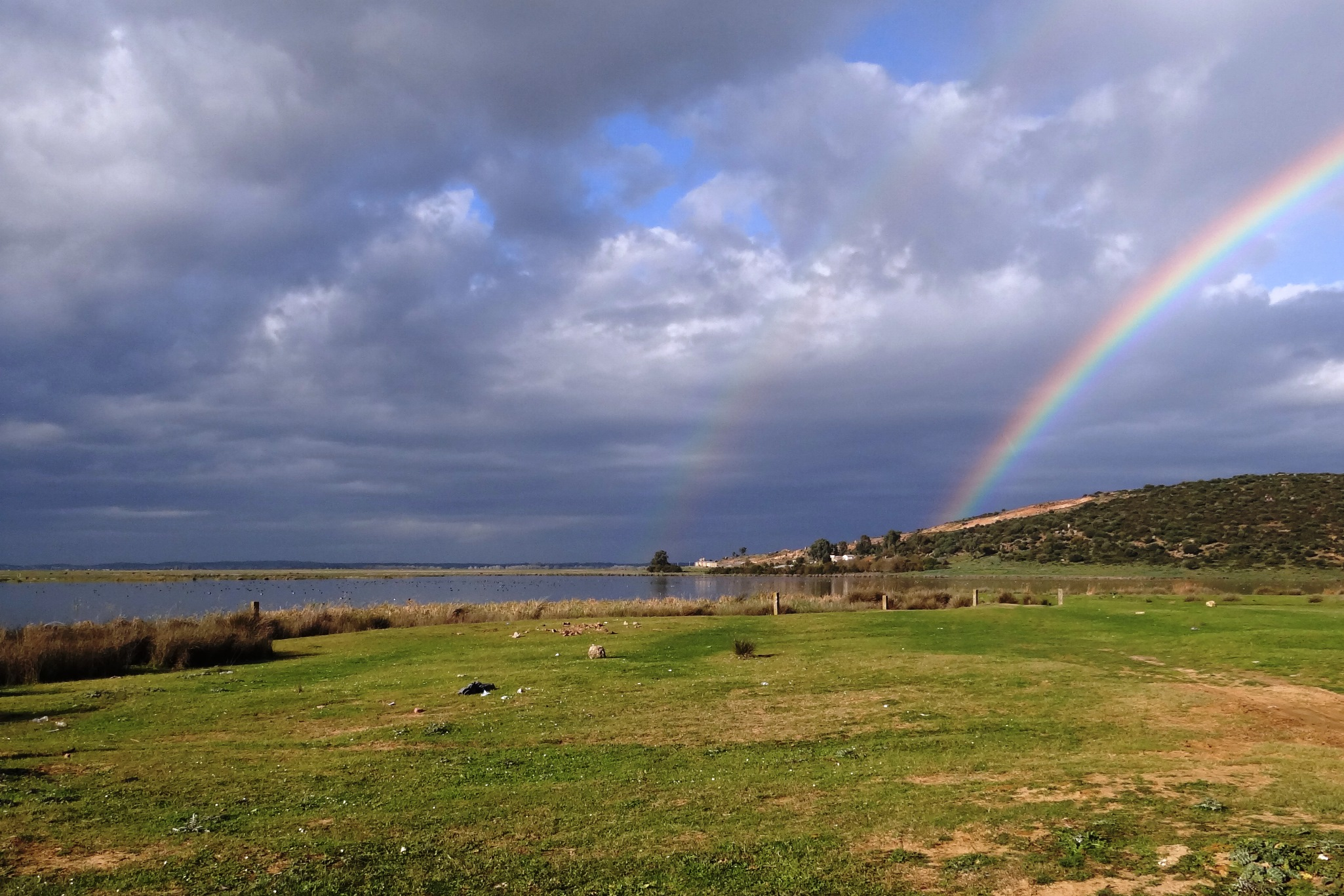
رنگین کمان در پارک
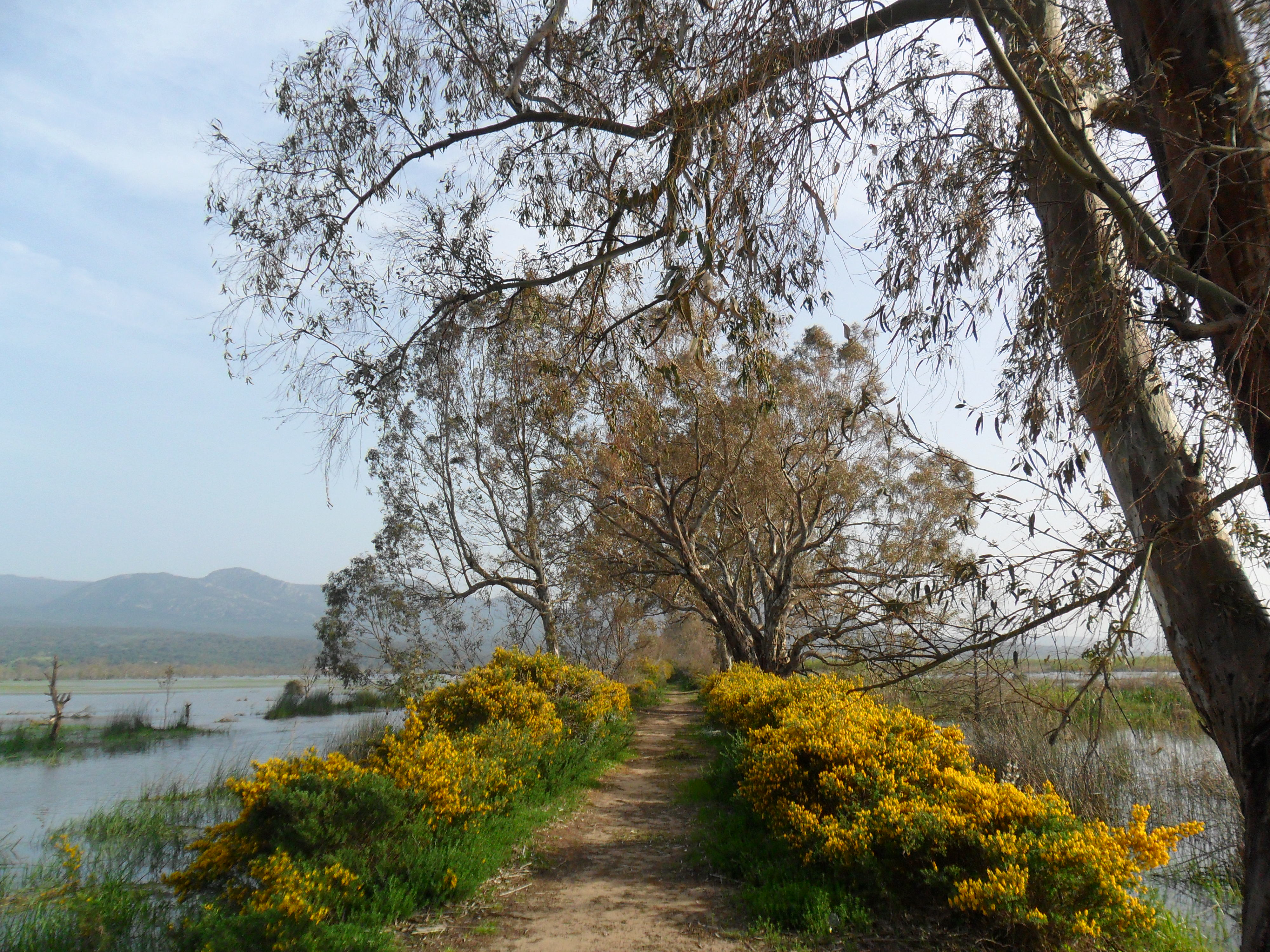
راهروی دریاچه
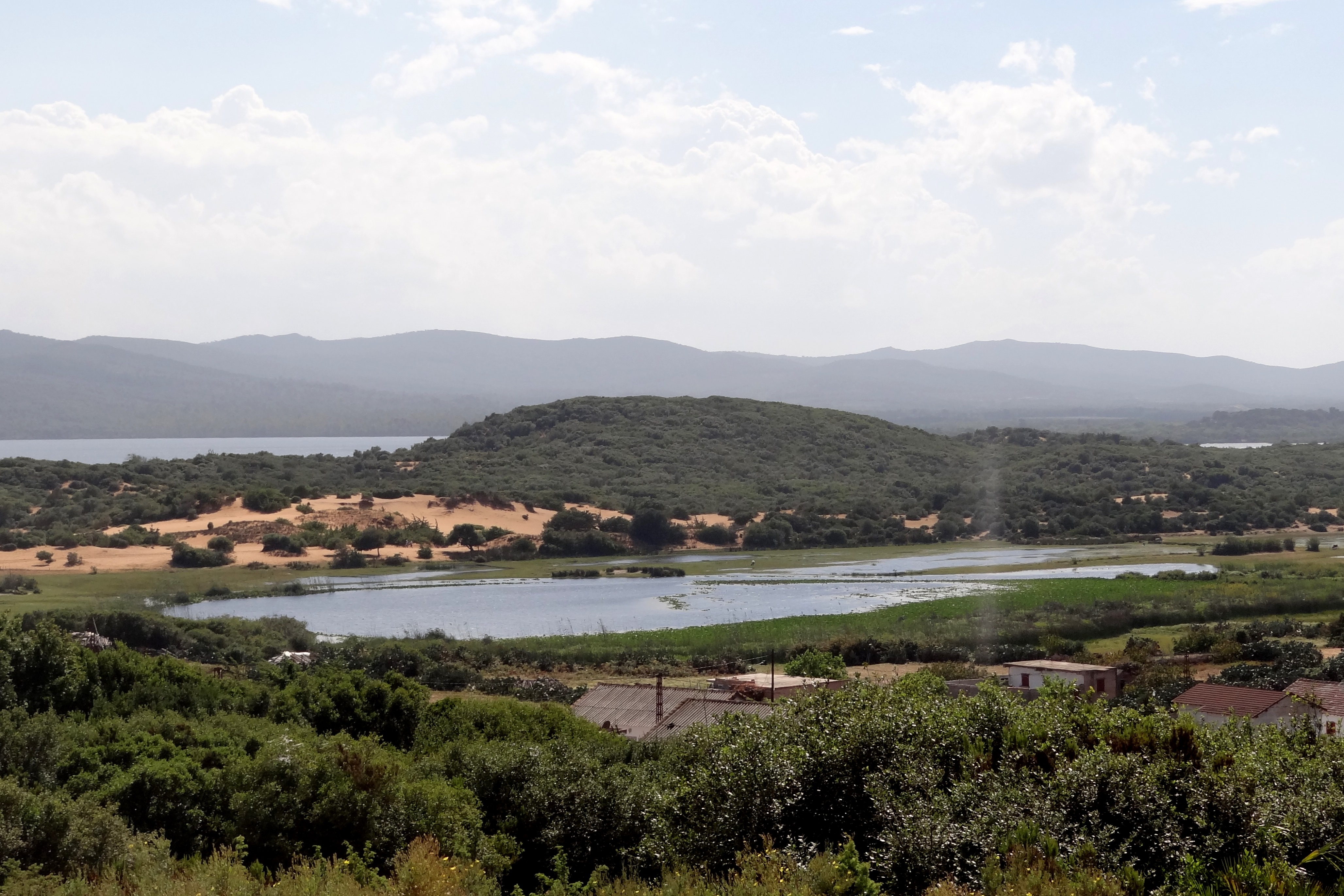
دریاچه آبی
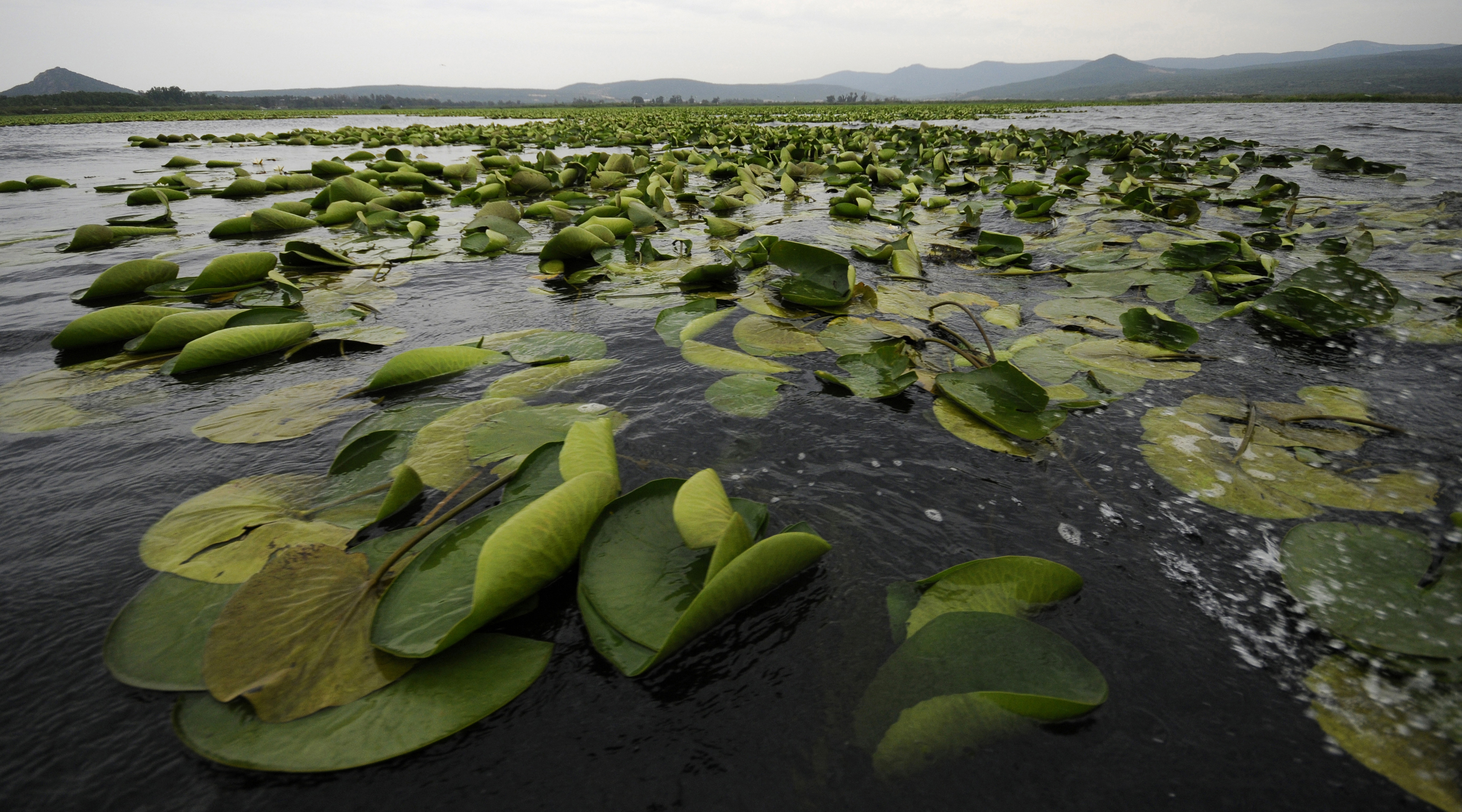
دریاچه تونگا
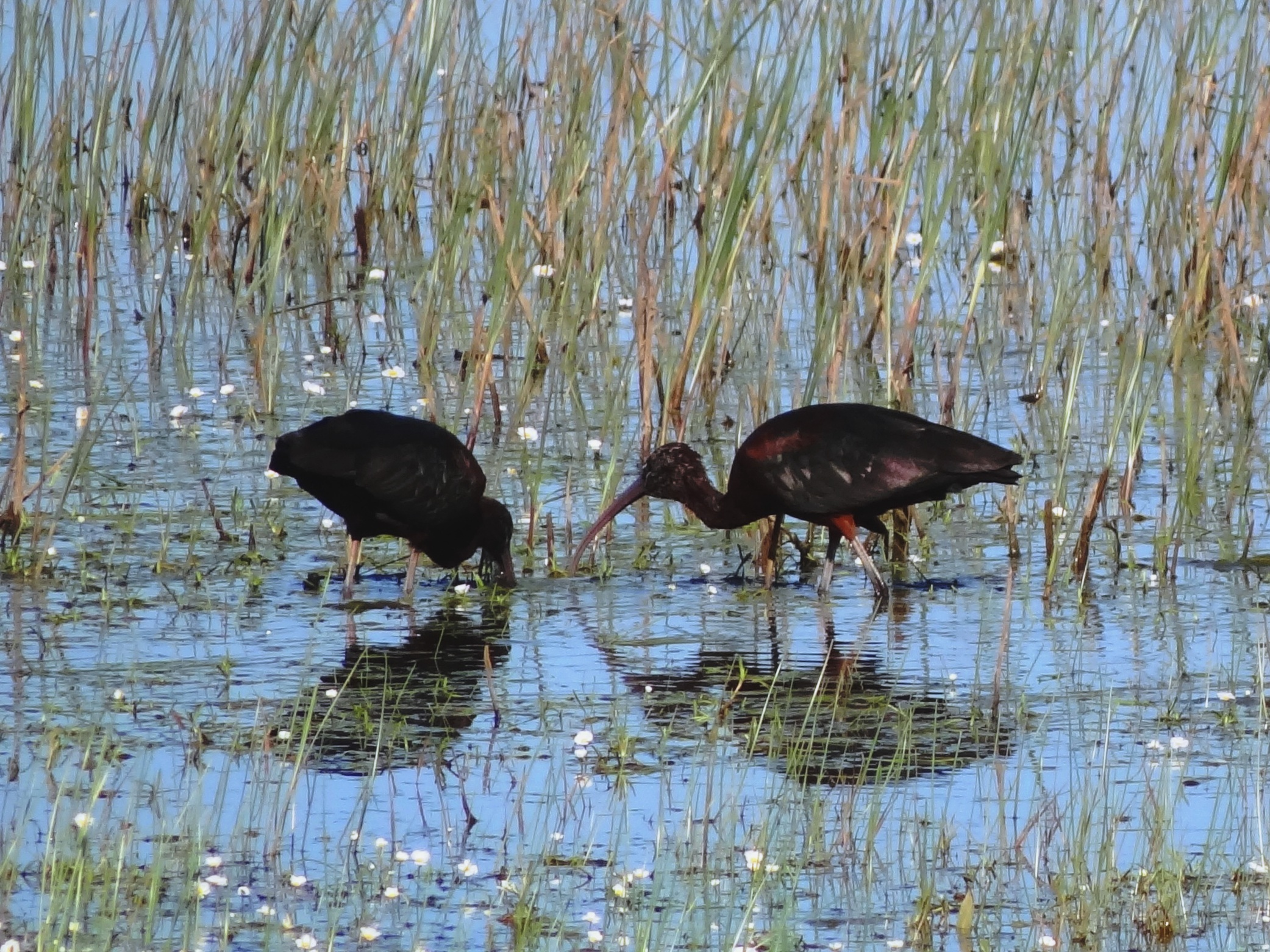
اکراس‌های براق در پارک
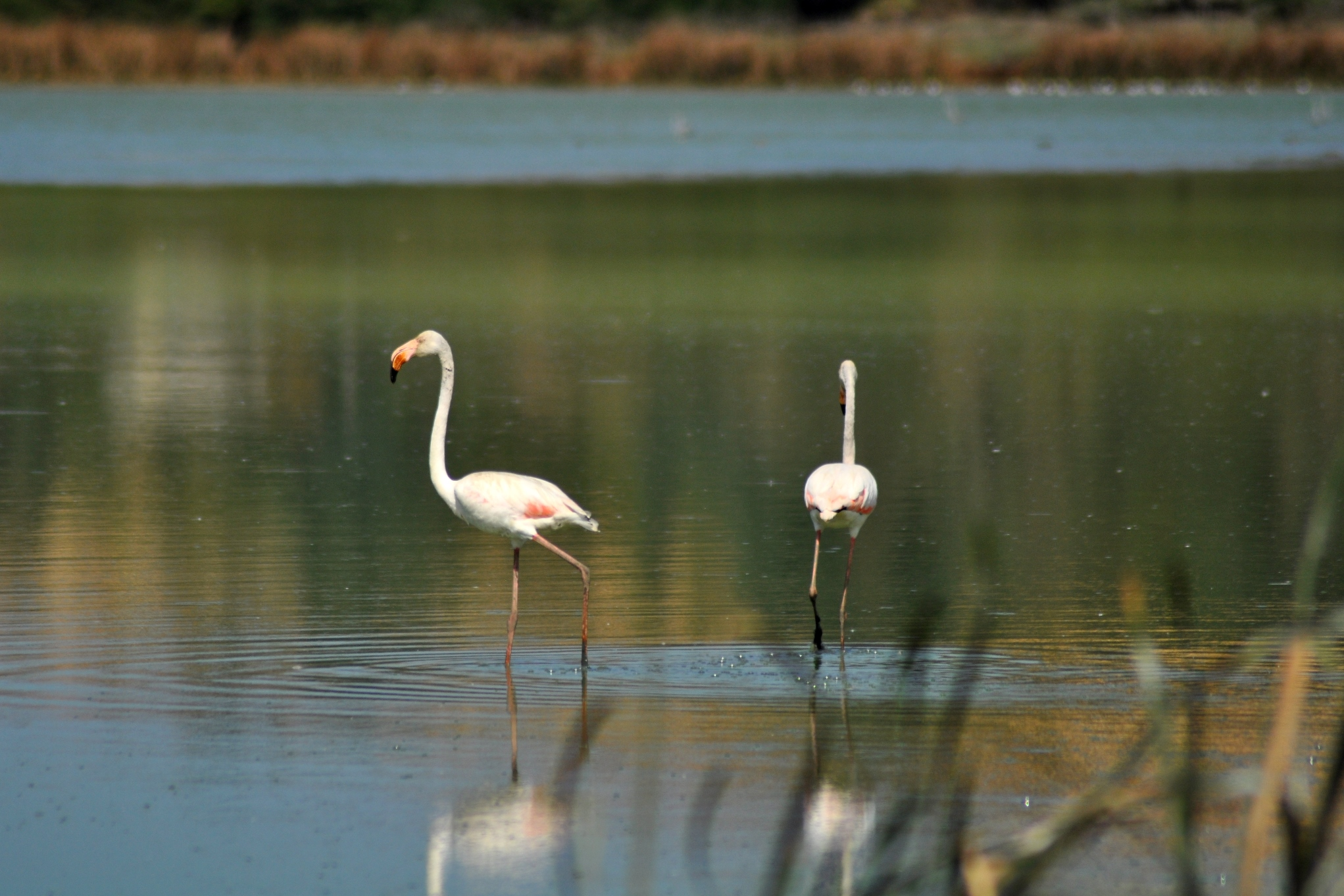
فلامینگوی بزرگتر در پارک
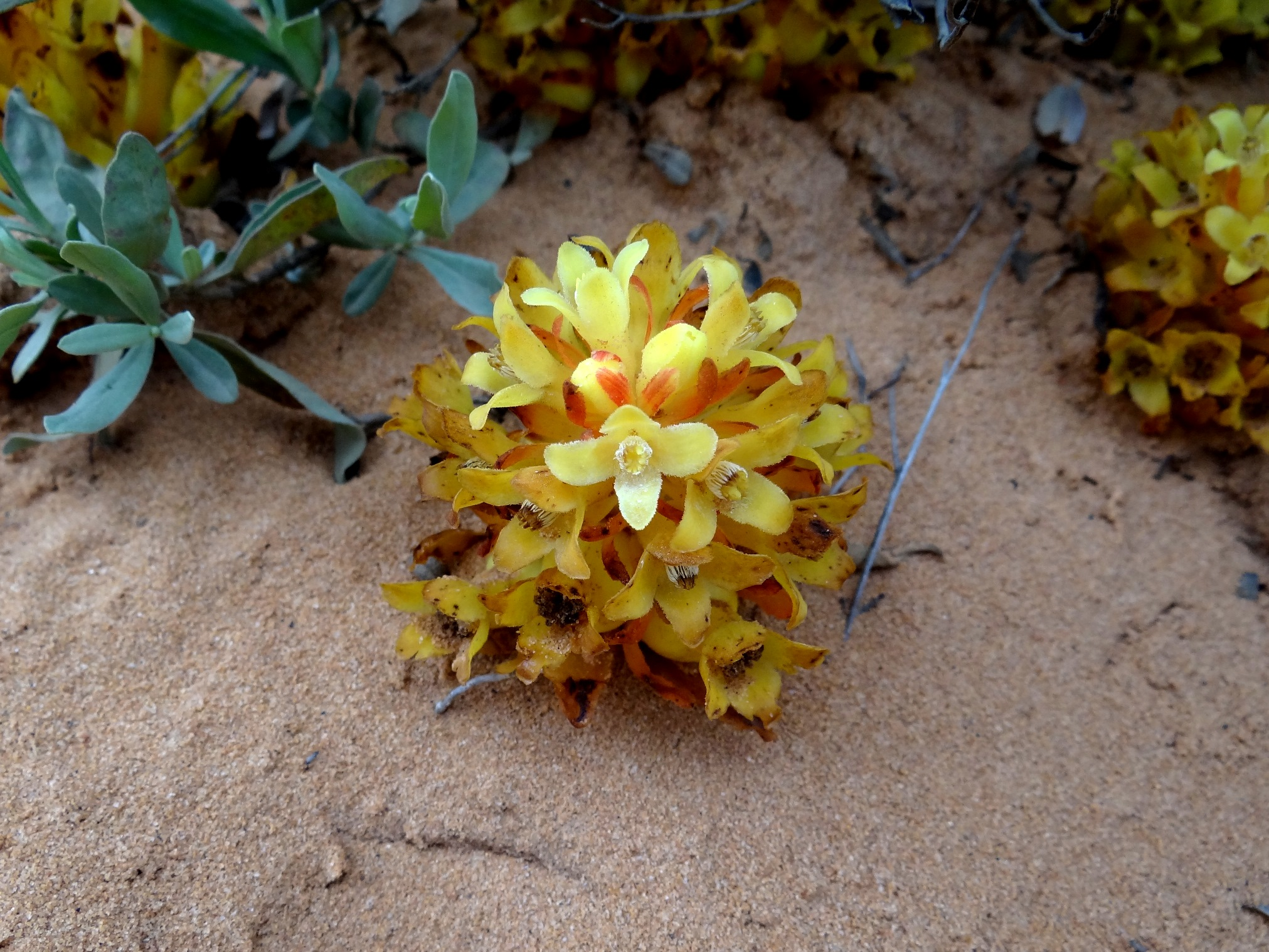
Cytinus hypocistis در پارک
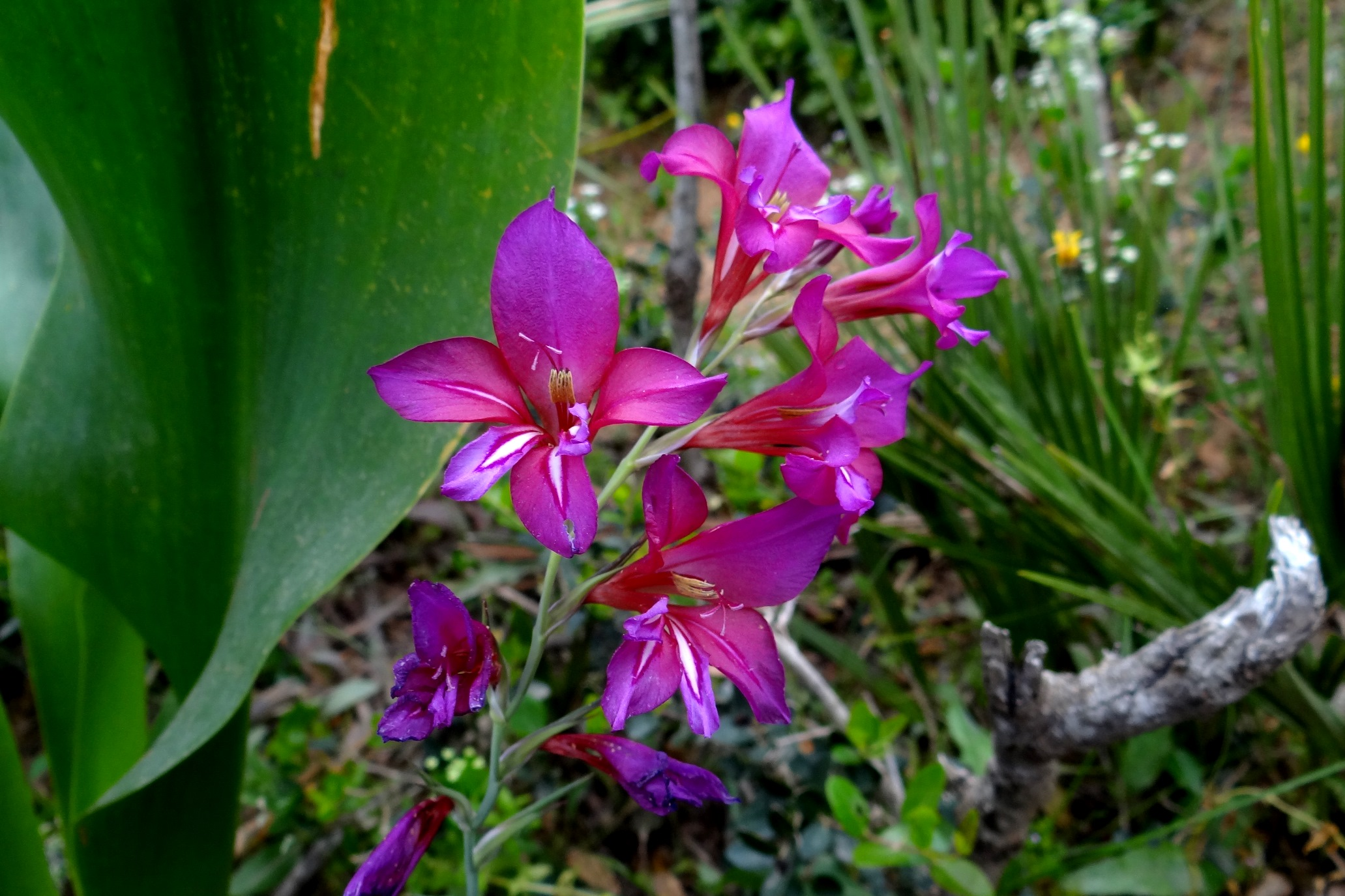
گلایول کامیونیس در پارک
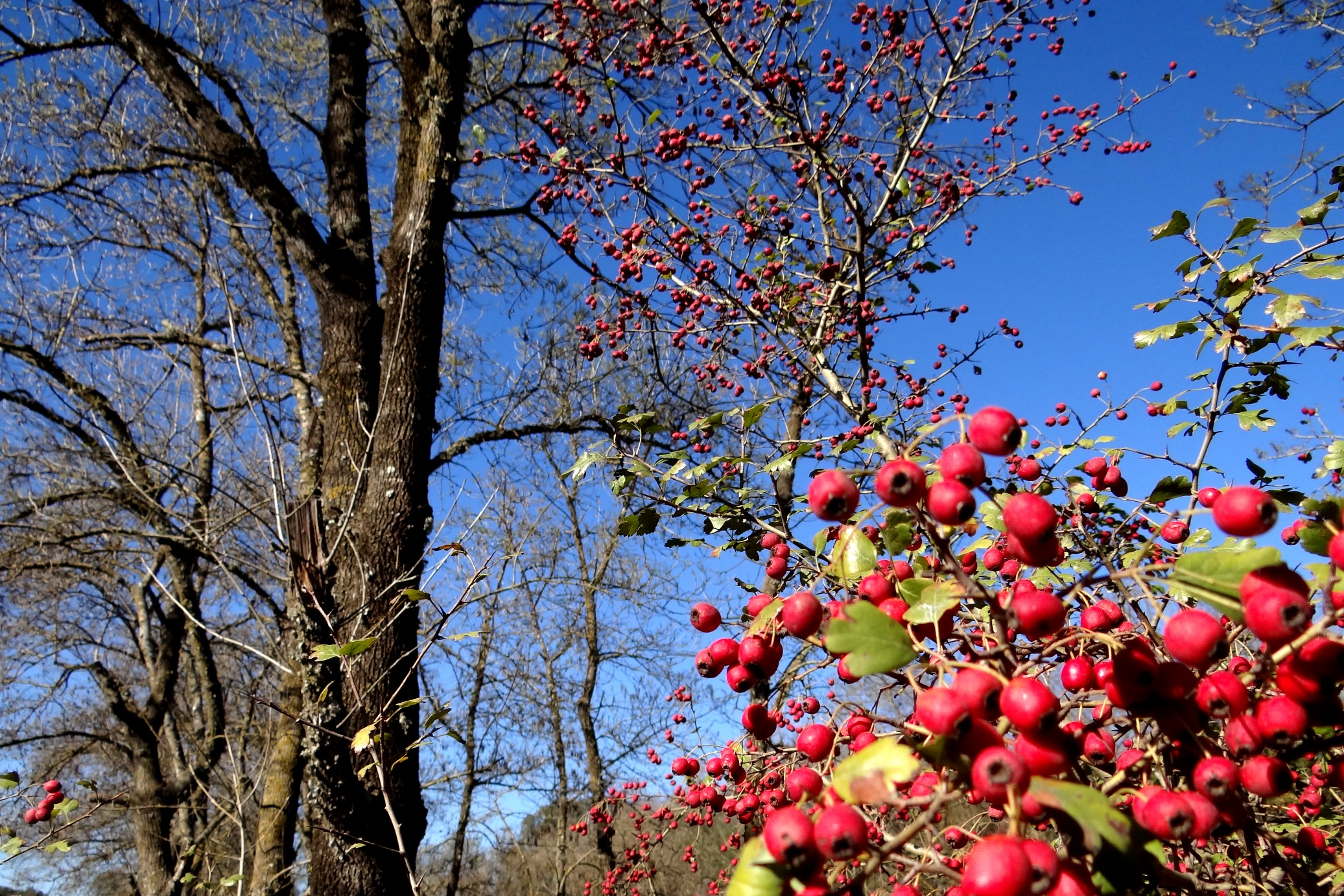
Crataegus laevigata در پارک

## جمعیت انسان
۸۷۰۰۰ نفر در پارک ملی و ذخیره‌گاه زیست‌کره القاله زندگی می‌کنند.

## جهانگردی
این پارک در سال ۲۰۰۱ به‌طور متوسط ۳۰٬۰۰۰ بازدید کننده داشته‌است.